# Saint-Germain-des-Essourts
 Saint-Germain-des-Essourts  es una población y comuna francesa, en la región de Alta Normandía, departamento de Sena Marítimo, en el distrito de Rouen y cantón de Buchy.

## Demografía
| 260 | 245 | 247 | 247 | 329 | 352 |
| Para los censos de 1962 a 1999 la población legal corresponde a la población sin duplicidades (Fuente: INSEE [Consultar]) |     |     |     |     |     |